# Cheryl Maas
Cheryl Maas (née le 28 septembre 1984 à Uden) est une snowbordeuse néerlandaise. Elle a participé aux Jeux olympiques en 2006, 2014 et en 2018.

## Biographie
Elle s'est mariée avec la snowboardeuse norvégienne Stine Brun Kjeldaas.
En 2009, elle chute lourdement alors qu'elle est en compétition aux Winter X Games d'Aspen.

## Palmarès

### Jeux olympiques
| Épreuve / Édition | Turin 2006 | Sotchi 2014 | Pyeongchang 2018 |
| Half-pipe         | 11e        |             |                  |
| Slopestyle        |            | 20e         | 23e              |

### Coupe du monde
- 1 gros globe de cristal :
  - Vainqueur du classement freestyle en 2015.
- 2 petits globe de cristal :
  - Vainqueur du classement slopestyle en 2015.
  - Vainqueur du classement big air en 2015.
- 7 podiums dont 4 victoires.